# Ми зустрілися у Стамбулі
«Ми зустрілися у Стамбулі» (тур. Bir Başkadır) — оригінальний турецький інтернет-серіал 2020 року від Netflix у жанрі драми, трилера створений компанією Krek Film. В головних ролях — Ойкю Караель, Фатіх Артман, Фунда Ерйигит, Дефне Каялар, Сеттар Танрійонен, Тюлін Озен, Дерья Карадаш, Алікан Юджесой, Біге Онал.
Перший сезон вийшов 12 листопада 2020 року.
Серіал має 1 сезон. Завершився 8-м епізодом, який вийшов у ефір 12 листопада 2020 року.
Режисер серіалу — Беркун Оя.
Сценарист серіалу — Беркун Оя.

## Сюжет
Декілька чоловіків і жінок зі Стамбула долають соціокультурні кордони та виявляють між собою зв'язок, незважаючи на те, що їхні страхи та прагнення сильно відрізняються.

## Актори та ролі
| Актор                 | Роль           |
| --------------------- | -------------- |
| Ойкю Караель          | Мерьєм         |
| Фатіх Артман          | Ясін           |
| Фунда Ерйигит         | Рухіє          |
| Дефне Каялар          | Пері           |
| Сеттар Танрійонен     | Алі Саді Ходжа |
| Тюлін Озен            | Гульбін        |
| Дерья Карадаш         | Гулан          |
| Алікан Юджесой        | Сінан          |
| Біге Онал             | Хайрунніса     |
| Онер Еркан            | Резан          |
| Несрін Джавадзаде     | Меліса         |
| Гохан Їкілкан         | Хільмі         |
| Гульчин Культур Шахін | Месуде         |
| Есмі Мадра            | Бурджу         |
| Назмі Кирик           | Дживан         |
| Нур Сюрер             | Ферай          |
| Танер Бірсел          | Орхан          |
| Ніхал Колдаш          |                |
| Сінан Тузджу          |                |

## Сезони
| Сезон | Епізоди | Епізоди | Оригінальний показ | Оригінальний показ | Оригінальний показ |
| Сезон | Епізоди | Епізоди | Перший показ       | Останній показ     | Мережа             |
| ----- | ------- | ------- | ------------------ | ------------------ | ------------------ |
| 1     | 8       | 8       | 12 листопада 2020  | 12 листопада 2020  | Netflix            |

## Список серій

### Сезон 1 (2020)
| № | # | Назва                  | Режисер   | Сценарист | Перший ефір у США |
| --- | - | ---------------------- | --------- | --------- | ----------------- |
| 1 | 1 | «1 епізод» «Episode 1» | Беркун Оя | Беркун Оя | 12 листопада 2020 |
| Мерьем турбують непритомність. Декілька разів на тиждень вона прибирає вдома. Жінка звертається до психолога на ім'я Пері, але не готова бути до кінця відвертою. |   |                        |           |           |                   |
| 2 | 2 | «2 епізод» «Episode 2» | Беркун Оя | Беркун Оя | 12 листопада 2020 |
| Рухіє стає все гірше від того, що Ясин погано з нею поводиться. Пері зненацька знайомиться з Мелісою. Мерьем торкається делікатної теми з Пері.                   |   |                        |           |           |                   |
| 3 | 3 | «3 епізод» «Episode 3» | Беркун Оя | Беркун Оя | 12 листопада 2020 |
| Рухіє бачить неприємний сон. Ясін зустрічає Хайруннісу, дочку вчителя. Меліса просить Пері прийняти її упередження. Гулбін застає Сінана зненацька.               |   |                        |           |           |                   |
| 4 | 4 | «4 епізод» «Episode 4» | Беркун Оя | Беркун Оя | 12 листопада 2020 |
| Мерьєм розповідає Пері про несподівану зустріч. Відносини між Гулбін та її сестрою розжарюються до краю. Ясін вимагає, щоб Мерьєм більше не ходила до Пері.       |   |                        |           |           |                   |
| 5 | 5 | «5 епізод» «Episode 5» | Беркун Оя | Беркун Оя | 12 листопада 2020 |
| Мерьем мучать підозри, і вона розпитує Ясіна про Хайруніс, яка намагається впоратися з почуттям провини після трагедії. Рухіє, Ясін та Мерьєм їдуть до села.      |   |                        |           |           |                   |
| 6 | 6 | «6 епізод» «Episode 6» | Беркун Оя | Беркун Оя | 12 листопада 2020 |
| Гулбін припиняє зустрічі з Пері, коли та опиняється на межі зриву. Рухіє згадує темний розділ зі свого минулого. Хтось йде п'ятами за Бурджу.                     |   |                        |           |           |                   |
| 7 | 7 | «7 епізод» «Episode 7» | Беркун Оя | Беркун Оя | 12 листопада 2020 |
| Хільмі та Мерьєм поступово зближуються. Рухіє доходить до страшного відкриття в будинку Семіхи.                                                                   |   |                        |           |           |                   |
| 8 | 8 | «8 епізод» «Episode 8» | Беркун Оя | Беркун Оя | 12 листопада 2020 |
| Пері обговорює з Мер'єм емоції, що пригнічуються. Рухіє та Ясін налагоджують стосунки. Хайрунніса починає самостійне життя.                                       |   |                        |           |           |                   |

## Нагороди
| рік      | Нагорода                     | Категорія                 | Заявник                                                | Результат |
| -------- | ---------------------------- | ------------------------- | ------------------------------------------------------ | --------- |
| 2021 рік | 47. Премія «Золотий метелик» | Найкращий інтернет-серіал | Інший / Ми зустрілися у Стамбулі (Netflix)             | Перемога  |
| 2021 рік | 47. Премія «Золотий метелик» | Найкращий сценарій        | Беркун Оя — Інший / Ми зустрілися у Стамбулі (Netflix) | Перемога  |
| 2021 рік | 47. Премія «Золотий метелик» | Кращий режисер            | Беркун Оя — Інший / Ми зустрілися у Стамбулі (Netflix) | Номінація |